# Lara Stone
Lara Stone (Geldrop-Mierlo, 20 dicembre 1983) è una supermodella olandese.

## Carriera

### Modella
Notata all'età di 15 anni durante un concorso di bellezza organizzato nel 1999 dall'agenzia Elite Model Management, che Stone non vinse, ma che le permise comunque di iniziare a lavorare. La sua carriera prese una piega positiva nel 2006 quando firmò un contratto con IMG Models, che le permise di aprire le sfilate di Givenchy. In seguito Lara Stone lavorò per Louis Vuitton, Lanvin, Miu Miu, Fendi, Max Mara, Pollini, Prada, Anna Sui, Marc Jacobs, Michael Kors, Stella McCartney, Zac Posen, Balmain, Céline, Hermès, Isabel Marant, Jean-Paul Gaultier, Dolce & Gabbana, Givenchy, Karl Lagerfeld, Missoni, Emanuel Ungaro, Victoria's Secret e molti altri.
La modella è inoltre stata testimonial di Calvin Klein Make-Up, Calvin Klein Jeans, H&M, Jean-Paul Gaultier, Time, DKNY Jeans, Nicole Farhi, Belstaff, CK Calvin Klein, Hugo Boss Orange, De' Type, Revlon, TSUM, Just Cavalli, Max Mara, Malizia by La Perla, Sisley, Jil Sander e Givenchy (per cinque anni consecutivi). È apparsa sulla copertina di Vogue Giappone nel marzo 2005, su Elle Francia nel maggio 2006, su Vogue Francia nell'aprile 2006, nel marzo 2008 e nel febbraio 2009, su Elle Danimarca nell'agosto 2006 e su Vogue Italia nel dicembre 2007. Nell'arco del 2008 la Stone è comparsa anche su The Journal, V magazine, i-D e W insieme a Kate Moss e Daria Werbowy.
È stata anche fotografata, insieme a Malgosia Bela, Eva Riccobono, Daria Werbowy, Randal Moore, Mariacarla Boscono, Emanuela de Paula ed Isabeli Fontana per l'edizione del 2009 del calendario Pirelli. Nello stesso anno, a dicembre, partecipa insieme ad altre colleghe ad un particolare editoriale di Vogue Italia dedicato alla piattaforma di microblogging Twitter: le foto, ad opera di Steven Meisel, vengono scattate in bassa qualità per emulare i post degli utenti del celebre social network. La modella appare nel video clip della canzone Alejandro, il singolo della cantante Lady Gaga uscito nell'estate 2010. Nello stesso viene eletta modella dell'anno durante i British Fashion Awards.
Nel 2013 viene scelta come testimonial dalla L'Oréal. Nel 2015 è protagonista, accanto a Kate Moss, della campagna pubblicitaria autunno/inverno di Balenciaga, e viene nominata dalla rivista Forbes l'ottava modella più pagata, con un guadagno di 5 milioni di dollari, ex aequo con le modelle Candice Swanepoel, Alessandra Ambrosio e Karlie Kloss, stessa posizione dell'anno successivo, con un guadagno di 5,5 milioni, ex aequo con la modella Natalia Vodianova. Nel mese di aprile del 2017 appare sulla cover dell'edizione olandese di Vogue, per celebrare il quinto anniversario, insieme alla modella Doutzen Kroes. Le modelle vengono immortalate dal fotografo Mario Testino completamente nude e abbracciate tra loro.

### Attrice
Lara Stone inizia una nuova carriera, questa volta da attrice. Il suo primo ruolo cinematografico risale al 2016 con il film En moi diretto da Laetitia Casta e presentato in anteprima mondiale alla Settimana Internazionale della Critica del Festival di Cannes.

## Vita privata
Il 15 maggio 2010 sposa il comico inglese David Walliams, al Claridge Hotel di Londra, con un abito disegnato da Riccardo Tisci per Givenchy. Nel maggio 2013 diventano genitori di un bambino.

## Agenzie
- IMG Models - Parigi, New York, Londra, Milano
- Storm Model Agency
- Modellink
- Model Management - Amburgo
- IMM - International Model Management Belgium
- Scandinavian Elite
- Priscillas Model Management